# Feinsteinzeug

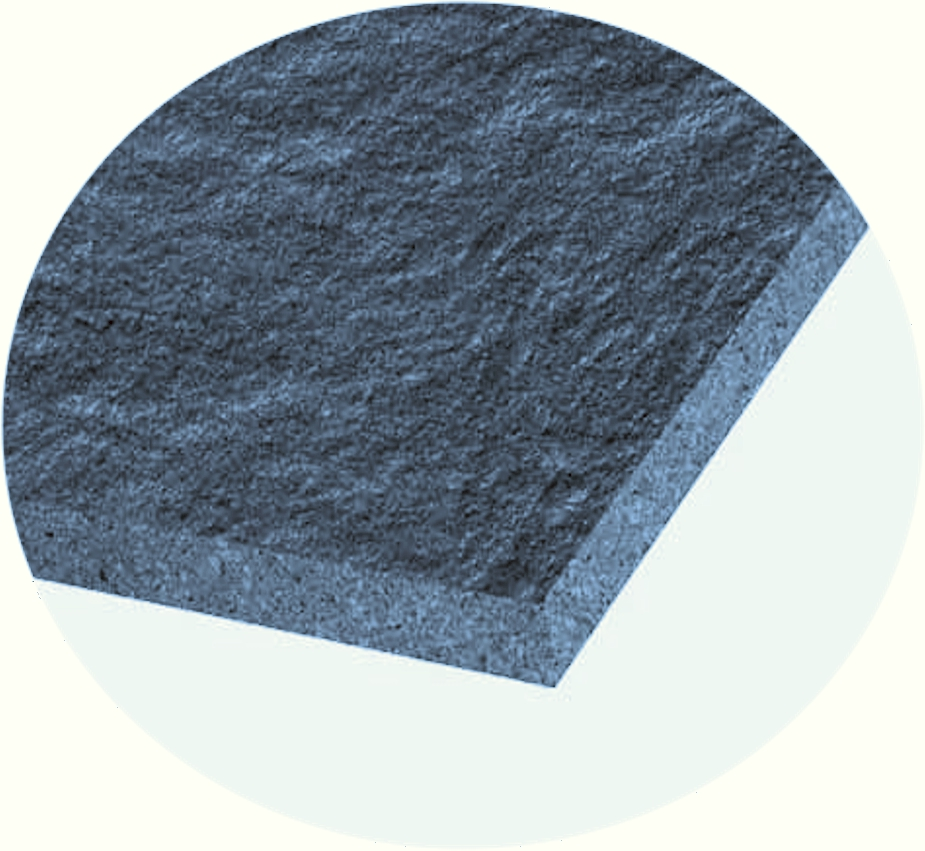
Schnitt durch eine Feinsteinzeugplatte

Feinsteinzeug, auch Böttgersteinzeug, ist eine allgemein gebräuchliche und in der EN 14411 (Punkt 3.2) deklarierte Bezeichnung für keramische Fliesen mit sehr geringer Wasseraufnahme (< 0,5 %) sowie Figuren und Gefäße. Speziell als Bodenfliese werden sie im Regelfall unglasiert verwendet, aber auch glasiert und poliert angeboten.

## Eigenschaften
Es handelt sich um ein durch hohe Brenntemperatur durchgesintertes und sehr kompaktes Produkt, dessen wesentliches Merkmal seine niedrige Porosität mit einer Wasseraufnahme von < 0,5 % ist. Aufgrund der geringen Wasseraufnahme ist Feinsteinzeug frostbeständig und somit auch im Außenbereich verwendbar.
Unglasiertes Feinsteinzeug hat eine sehr gute Abriebbeständigkeit und eine hohe Bruchfestigkeit. Dadurch ist es hervorragend geeignet für Flächen mit intensiver Nutzung wie Treppen, Flure und Industrieanlagen. Erscheinungsbild und Oberflächenstruktur von unglasiertem Feinsteinzeug kann durch vor dem Brand aufgestreute gefärbte Keramikpulver oder lösliche Salze beeinflusst werden. Im Vergleich zu glasierter Keramik sind die Gestaltungsmöglichkeiten jedoch eingeschränkt.
Glasiertes und bedrucktes Feinsteinzeug bietet eine große Vielfalt an Dekoren. Zunehmend werden Bodenbeläge aus Naturstein und Holz, sowie auch textile Oberflächen, Kork, Leder etc. imitiert. Eigenschaften, wie chemische Beständigkeit, Rutschhemmung und Ritzhärte können je nach Art der Oberfläche sehr unterschiedlich sein.

## Geschichte

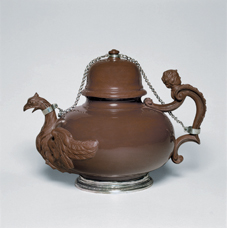
Teekanne aus Böttgersteinzeug

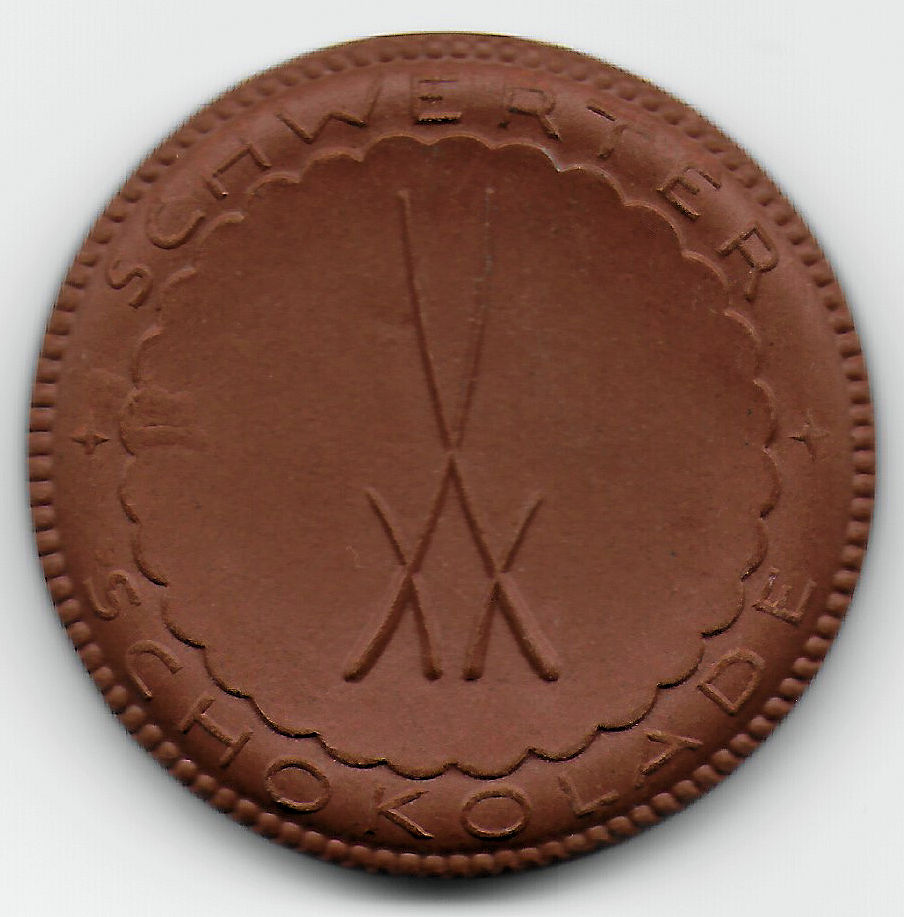
Werbemedaille aus Böttgersteinzeug 1921

Als Böttgersteinzeug oder auch Jaspisporzellan wird das 1706 von Johann Friedrich Böttger und Ehrenfried Walther von Tschirnhaus erfundene „feine rothe Porcelain“ (rotbraunes Feinsteinzeug) bezeichnet. Anfänglich wurden in Meißen auch Geschirr und Luxusgegenstände aus Böttgersteinzeug hergestellt, was aber nach einigen Jahrzehnten aufgegeben wurde. Der Name „Böttgersteinzeug“ ist heute eine geschützte Markenbezeichnung der Meißner Manufaktur.
Heutiges Feinsteinzeug besteht aus den drei – möglichst reinen – Grundstoffen Tonerde, Feldspat und Quarzsand. Diese bilden mit einem ungefähren Mischungsverhältnis 40, 40 und 20 Prozent die Hauptelemente des industriell gefertigten Feinsteinzeugs. Ein in Italien entwickeltes Brennverfahren (Schnellbrand-Rollenofen-Verfahren) machte die Herstellung von Feinsteinzeugfliesen ab ca. 1980 rentabel. Die Feinsteinzeugfliese hat seitdem eine wichtige Marktposition im Bereich der Fliesen- und Bodenbelagsmaterialien erreicht.

## Farben und Formen
Im Gegensatz zu glasierten Fliesen ist Feinsteinzeug in der Regel „durchgefärbt“. Der Fliesenkörper hat die Farbe, die sich aus den verwendeten Rohstoffen und dem Zusatz von Pigmenten zum Scherben ergibt. Zur Strukturierung der Oberfläche können bestimmte Inhaltsstoffe entweder gleichmäßig verteilt oder granuliert zugesetzt werden. Meist ist der Scherben feinkörnig und homogen und mit bloßem Auge sind keine heterogenen Elemente (Körner, Einschlüsse, Poren) sichtbar.
Die Oberfläche kann einfarbig, gesprenkelt, marmoriert oder auf andere Weise dekoriert sein. Die Kanten sind gleichmäßig und gut ausgefertigt. Die derzeit vorherrschende Form ist rechteckig (meist 30/60 cm oder größer), quadratisch (ab 30/30, häufig auch 60/60) und in der Regel 10 bis 14 mm stark.
Bedingt durch den Brennvorgang weisen traditionell gefertigte Fliesen meist leicht abgerundete Kanten und gewisse Maßabweichungen auf und sind zur Verlegung mit Fugenbreiten von rund 5 mm vorgesehen (im Bereich von 3 bis 8 mm). Um schmalere Fugenbreiten zu erreichen, ohne dass die Maßabweichungen unangenehm auffallen, werden Fliesen im Werk vorsortiert. Sortierte Fliesen weisen in der Regel Maßabweichungen von weniger als ± 0,7 mm auf und werden auf der Verpackung mit der Angabe „kalibriert“ oder „cal.“ und dem genauen Maß oder mit einer Kennziffer gekennzeichnet. Bei geringer Fugenbreite sollten kalibrierte Fliesen mit unterschiedlicher Kennziffer nicht zusammen verlegt werden.
Feinsteinzeugplatten werden auch als „rektifiziert“ angeboten. Rektifizierte Fliesen wurden nach dem Brand auf Maß geschnitten und haben somit scharfe und exakt rechtwinklige Kanten. Durch die genauen Außenmaße lässt sich die Fugenbreite auf 1,5 bis 2 mm verringern. Aufgrund der scharfgeschnittenen Kanten machen sich Höhendifferenzen zwischen den Platten allerdings deutlich bemerkbar, so dass bei der Verlegung eine besondere Sorgfalt erforderlich ist.
Häufig werden Sonderteile wie Stufenfliesen, Stufenkanten und Sockelleisten angeboten.

## Oberflächengestaltung
Fliesen aus Feinsteinzeug können unbehandelt verwendet werden, wie sie aus dem Ofen kommen. Besondere Effekte lassen sich durch Glasuren erreichen. Im Gegensatz zu Steingut- und Steinzeug-Fliesen bietet die Glasur auf Feinsteinzeug aber keine großen Vorteile im Hinblick auf Beständigkeit und Pflege der Oberfläche.
Alternativ können Oberfläche und Kanten nach dem Brennen geschliffen und poliert oder satiniert werden. Hierdurch werden jedoch die press- und brandbedingten Porenräume angeschliffen und geöffnet, was zu verstärkter Schmutzanhaftung führen kann. Die meisten Hersteller von poliertem FSZ empfehlen, die Oberfläche mit Silan-Siloxan-Polymergemisch oder anderen Mitteln zu imprägnieren. Da Feinsteinzeug im Gegensatz zu den meisten mineralischen Baustoffen wie (Kalk-)Sandstein, Ziegeln, Estrich und Normalbeton keine kapillaren Porenräume hat, dient die Imprägnierung lediglich zum Füllen der offenen Poren an der Oberfläche. Nachteilig ist, dass das Imprägniermittel die Anhaftung von organischem Schmutz (Ruß in Gummisohlen oder Reifen) erleichtert. Diese Verunreinigung können meist nur mit Lösungsmitteln entfernt werden, die zugleich auch die Silikonharze entfernen. In gewerblichen Bereichen droht durch die Imprägnierung sogar ein Verlust der eingestellten Rutschsicherheit.
Die Oberfläche der Fliesen kann der Strukturierung von Naturstein nachempfunden sein. Für definierte rutschhemmende Eigenschaften werden Hartstoff- oder Diamantpartikel aufgestreut und eingebrannt oder Muster und Reliefierungen eingeprägt.

## Verwendung
Durch die Härte und Beständigkeit, die geringe Dicke der Platten und die vielfältigen Gestaltungsmöglichkeiten in Farben und Formaten bieten sich Feinsteinzeugfliesen als pflegeleichte Alternative zu Naturstein- oder anderen Fußbodenbelägen an.
Als nachteilig könnte angesehen werden, dass aufgrund der Härte und geringen Stärke im Gegensatz zu Natur- oder Betonwerksteinen eine Sanierung der Platten durch Abtrag der Oberfläche nicht möglich ist. Die Platten müssen in der Regel vollständig entfernt oder durch einen neuen Belag überklebt werden.
Vermehrt kommen Großformate zum Einsatz, die bis zu 125 × 300 cm groß sein und als wandhohe Elemente in Duschen und Bädern eingesetzt werden können. Ebenso ist der Einsatz als langlebige Alternative zu Naturstein- oder Metallfassaden möglich, wobei allerdings die Einsatzgrenzen der Fassaden-DIN 18516 beachtet werden müssen.
Auch als Belag für Küchen-Arbeitsflächen und Waschtische in Bädern wird Feinsteinzeug genutzt. Als Notgeld wurden bemerkenswerte Münzen aus Böttgersteinzeug in Meißen und in Grünberg/Niederschlesien 1922 eingesetzt (braune Münzen für Pfennigbeträge; weiße Münzen für Markbeträge).
Mosaik- und Bordürensysteme bestehen aus vorgeschnittenen Teilen, die im Werk maschinell oder manuell auf einem Netz zusammengesetzt werden, um auf der Baustelle schnell und einfach verlegt werden zu können. So können komplexe Flächen entstehen. Die kleinteiligen Einzelstücke ergeben in Nassräumen und Küchen einen rutschhemmenden Bodenbelag, der leicht im Gefälle verlegt und an die örtlichen Gegebenheiten angepasst werden kann. Bei Verlegung in Duschen kann auf die Verwendung einer Duschtasse verzichtet werden.
Aufgrund der Frostbeständigkeit wird Feinsteinzeug auch im Garten- und Landschaftsbau zur Gestaltung von Terrassen, Wegen und Einfahrten verwendet.

## Normen
Die Eigenschaften von Feinsteinzeug werden in der Norm EN 14411, Gruppe BIa (trockengepresste keramische Fliesen und Platten mit niedriger Wasseraufnahme E < 0,5 %) definiert.